# Villamor de los Escuderos (kommunhuvudort)
Villamor de los Escuderos är en kommunhuvudort i Spanien.   Den ligger i provinsen Provincia de Zamora och regionen Kastilien och Leon, i den centrala delen av landet, 180 km nordväst om huvudstaden Madrid. Villamor de los Escuderos ligger 836 meter över havet och antalet invånare är 557.
Terrängen runt Villamor de los Escuderos är platt. Runt Villamor de los Escuderos är det glesbefolkat, med 14 invånare per kvadratkilometer. Närmaste större samhälle är Fuentesaúco, 6,9 km öster om Villamor de los Escuderos. Trakten runt Villamor de los Escuderos består till största delen av jordbruksmark.